# 村上清加
村上 清加（むらかみ さやか、1983年7月2日 -）は、日本の陸上アスリート。東京都江戸川区出身。千葉県印西市在住。
「スタートラインTOKYO(旧ヘルスエンジェルス)」所属。大腿義足の200m走と走幅跳の前日本記録保持者（現在は更新されている）。夫は元・陸上選手で、コーチも務めている村上健二。選挙運動では、村上さやかの名義を使用。

## 来歴
2009年4月、25歳の時に駅のホームで貧血を起こし、線路に転落。電車に轢かれ右足大腿部切断と左足粉砕骨折の大怪我を負う。
2012年ロンドンパラリンピックでは走り幅跳び（切断などT42）と100メートル（同）に出場。
2015年6月16日、長谷川体育施設株式会社に入社。
2015年ドーハ・2017ロンドンの世界選手権の日本代表に選ばれる。
2016年リオデジャネイロパラリンピックでは出場資格を得られる世界ランク8位までに入れず選考漏れ。
2016年、UAEドバイIPCグランプリで（当時の）日本記録を樹立。
2017年3月、競技場で出会い交際していた小学校教諭と結婚。
2017年、イギリス・ロンドンで行われた世界パラ陸上競技選手権大会に走り幅跳びと100メートル走で出場した。
2018年5月、第一子となる長女を出産。
2019年6月、大阪で行われたパラ陸上日本選手権では3メートル73で優勝。
パナソニックやENEOSのCMに出演。
義足メーカーの歩行モデルや、障害者向けのファッションモデルとしても活躍している。
障害を持つ若者とその家族の姿を描いた映画『車線変更－キューポラを見上げて』に出演。
2025年6月22日投開票の東京都議会議員選挙に日本維新の会公認で江戸川区選挙区から立候補したが、定数5人に対し10人中8位で落選。